# Ain Seppik
Ain Seppik (ur. 12 marca 1952 w Tallinnie) – estoński polityk, prawnik, były minister spraw wewnętrznych, poseł do Riigikogu.

## Życiorys
Ukończył w 1972 Szkołę Średnią w Märjamaa, a w 1977 studia prawnicze na Uniwersytecie w Tartu. Do 1992 pracował jako prokurator oraz sędzia. W latach 90. był dyrektorem generalnym centralnego biura śledczego estońskiej policji. Wykładał w szkole policyjnej w Tallinnie, doradzał ministrowi spraw wewnętrznych. W latach 1995–1997 zajmował stanowisko dyrektora generalnego policji. Później pracował w prywatnej spółce akcyjnej i prowadził własną kancelarię prawniczą.
W 1999 uzyskał mandat radnego Tallinna. W okresie od 28 stycznia 2002 do 3 lutego 2003 był ministrem spraw wewnętrznych w rządzie Siima Kallasa z rekomendacji Estońskiej Partii Centrum. W 2003 i 2007 z listy tego ugrupowania był wybierany do Zgromadzenia Państwowego X i XI kadencji.